# دی‌ان‌ای ویروس
دی‌ان‌ای ویروس‌ها (DNA virus) گروهی از ویروس‌ها هستند که ژنوم یا مادهٔ ژنتیکی آن از دی‌ان‌ای تشکیل شده‌است و تکثیر مادهٔ ژنتیکی در این ویروس‌ها توسط دی‌ان‌ای پلیمراز وابسته به دی‌ان‌ای انجام می‌گیرد. مانند ویروس تب‌خال، آبله‌مرغان و آبله.

## طبقه‌بندی
در طبقه‌بندی بالتیمور دی‌ان‌ای ویروس‌ها به دو گروه تقسیم می‌شوند:
گروه یک ویروس‌های با دی‌ان‌اِی دورشته‌ای (dsDNA) و گروه دو دی‌ان‌اِی تک‌رشته‌ای (ssDNA). ویروس‌های با دی‌ان‌اِی دورشته‌ای که اکثریت هستند مانند آدنوویروس، ویروس پاپیلوم انسانی، سیتومگالوویروس و هرپس‌ویروسان. ویروس‌های با دی‌ان‌اِی تک‌رشته‌ای مانند پاروویروس.
البته در طبقه‌بندی بالتیمور هپادناویروس‌ها (مانند ویروس هپاتیت بی) هرچند دارای ژنوم دی‌ان‌ای دورشته‌ای حلقوی (cccDNA) هستند ولی چون همانندسازی ژنوم در این ویروس‌ها از طریق آران‌ای پیام‌رسان (mRNA) انجام می‌گیرد (نه دی‌ان‌ای پلیمراز) بنابراین در گروه دی‌ان‌ای ویروس‌ها قرار ندارند و در یک گروه هفتم قرار می‌گیرند. ویروس‌های این گروه، دارای دی‌ان‌اِی دورشته‌ای هستند که همانندسازی را با استفاده از یک واسطهٔ آراِن‌اِی تک‌رشته‌ای انجام می‌دهند.